# Las Pozas
Las Pozas, también conocido como Jardín Escultórico Edward James, Las Pozas, es un conjunto artístico arquitectónico y escultórico surrealista creado por Edward James en el municipio de Xilitla (San Luis Potosí, México). El espacio fue vendido por la propietaria Francisca Campa de Castillo (Viuda del célebre Coronel José Castillo) y adquirido entre 1947 y 1949 por Edward James cuando el vivía en una especie de semiexilio en los Estados Unidos—, adquirió una plantación de café cerca de Xilitla, San Luis Potosí, registrándose a nombre de Plutarco Gastélum, entrañable amigo que se convertiría en el responsable de dar seguimiento y continuidad a la materialización de sus ideas. Durante los primeros años, Edward James destinó el área de Las Pozas como plantación de una fabulosa colección de orquídeas y como hogar de diferentes especies de animales exóticos (venados, ocelotes, serpientes, flamencos y otras aves). En 1962 después de una helada sin precedentes que destruyó gran parte de la plantación, Edward James dio inicio a la construcción del jardín escultórico que conocemos actualmente como un terreno de 37 hectáreas donde edificó 27 estructuras.
En su edificación colaboraron más de 150 personas entre carpinteros, albañiles y jardineros, los cuales fueron dirigidos por el maestro de obra Sr. Carmelo Muñoz Camacho (Pinal de Amoles Qro. 1927-Cd. Valles S.L.P. 1990) desde 1951 que conoció a James y Gastélum en las inmediaciones del paraje conocido como La Conchita en Xilitla S,L,P.México, realizando la construcción por múltiples cartas enviadas diciendo que suspendiera una construcción para iniciar otra dejando sin terminar la previa. La construcción se detuvo en 1984, año en el que falleció de Edward James
Predominan en ellas influencias de diversas corrientes artísticas y en su mayoría las estructuras no cumplen un fin utilitario, y están integradas a cascadas y piscinas naturales (pozas).
Se encuentra a siete horas en auto de la Ciudad de México y a cuatro horas de la capital potosina.

## Historia
En la década de los cuarenta, James viajó a Los Ángeles, y ahí decidió que «quería construir el Jardín del Edén... y vi que México era mucho más romántico» y con «más espacio que el que hay en el sur de la sobrepoblada California». En Hollywood, en 1941, su prima y amiga de toda la vida Bridget Bate Tichenor, pintora de la corriente del realismo mágico, lo convenció de encontrar un lugar surrealista en México para expresar su conocimiento esotérico. Llegó hasta Cuernavaca, en donde conoció en una oficina telegráfica a Plutarco Gastélum, de origen yaqui, a quien contrató como guía en México. Ambos encontraron el paraje en Xilitla en noviembre de 1945.
Conoce a Carmelo Muñoz Camacho (1927-1991) y a su esposa Otilia Cisneros, en el paseo de La Conchita en 1951 porque al escuchar el nombre Otilia, le recuerda el nombre de su exesposa Tilly (Otille) Losch, le dice a Otilia que es nombre de origen italiano, le comenta Carmelo Muñoz Camacho que es constructor y le menciona James que están planeando una gran construcción, Carmelo es conocido en Xilitla por la gran calidad de sus casas y la construcción del Mercado Municipal, dejándole la referencia en la farmacia La Campana propiedad de su familiar Alberto Chávez Juárez, en 1951 Carmelo Muñoz Camacho recibe un telegrama de Farmacia La Campana que un "gringo" lo anda buscando para trabajar, iniciando la construcción de un cine y las enormes torres de hormigón, posteriormente le solicita una escalera de caracol alrededor de las mismas, Carmelo tiene la precaución de dejar orificios en cada escalón en caso de que requiera posteriormente un barandal,ya que James se caracterizaba por dejar las obras inconclusas, además realiza la Cerca de Bambúes (Otates en huasteco) la Casa de los Comales, La Casa de los Tigrillos, La Casa de los Tres Pisos, La Taza localizada en la primera poza y siete construcciones más. Las obras se realizan durante los seis meses que James está autorizado a vivir en México por la ley de Inmigración de aquellas épocas y los 6 meses posteriores permanece en continua comunicación por carta con Carmelo Muñoz Camacho, enviándole múltiples cartas y postales (propiedad de la familia Muñoz-Cisneros) dónde lo elogia en varias de estas como el "Constructor más constructivo" y "el Mejor Constructor del Mundo" enviándole cheques y giros telegráficos para no detener la obra. Dichas postales y cartas, provenientes de Europa, Japón, Granada, Brasil y muchos lugares más están escritas en plumón de colores con alcohol para realzar artísticamente sus palabras (esta comunicación epistolar continuo desde el inicio de la obra en 1952 hasta el fallecimiento de Edward James en 1984 en Milán Italia).
De 1947 a 1957, el inglés utilizó la finca como plantación de orquídeas. En 1962 una helada en la región destruyó sus plantaciones, e inició la construcción del complejo arquitectónico, contratando a trabajadores locales y con Plutarco Gastélum y Carmelo Muñoz Camacho como maestro de obra. James vivía en una casa semejante a un castillo gótico con la familia de Plutarco, la cual es hoy el hotel La Posada El Castillo.
A la muerte de James, la familia Gastélum heredó el conjunto. No es hasta 1991 cuando el jardín abre las puertas al público. Durante este periodo existe poco apoyo a la construcción de Las Pozas, por lo que las estructuras que componen el conjunto permanecieron sin mantenimiento, causando el deterioro de muchas.

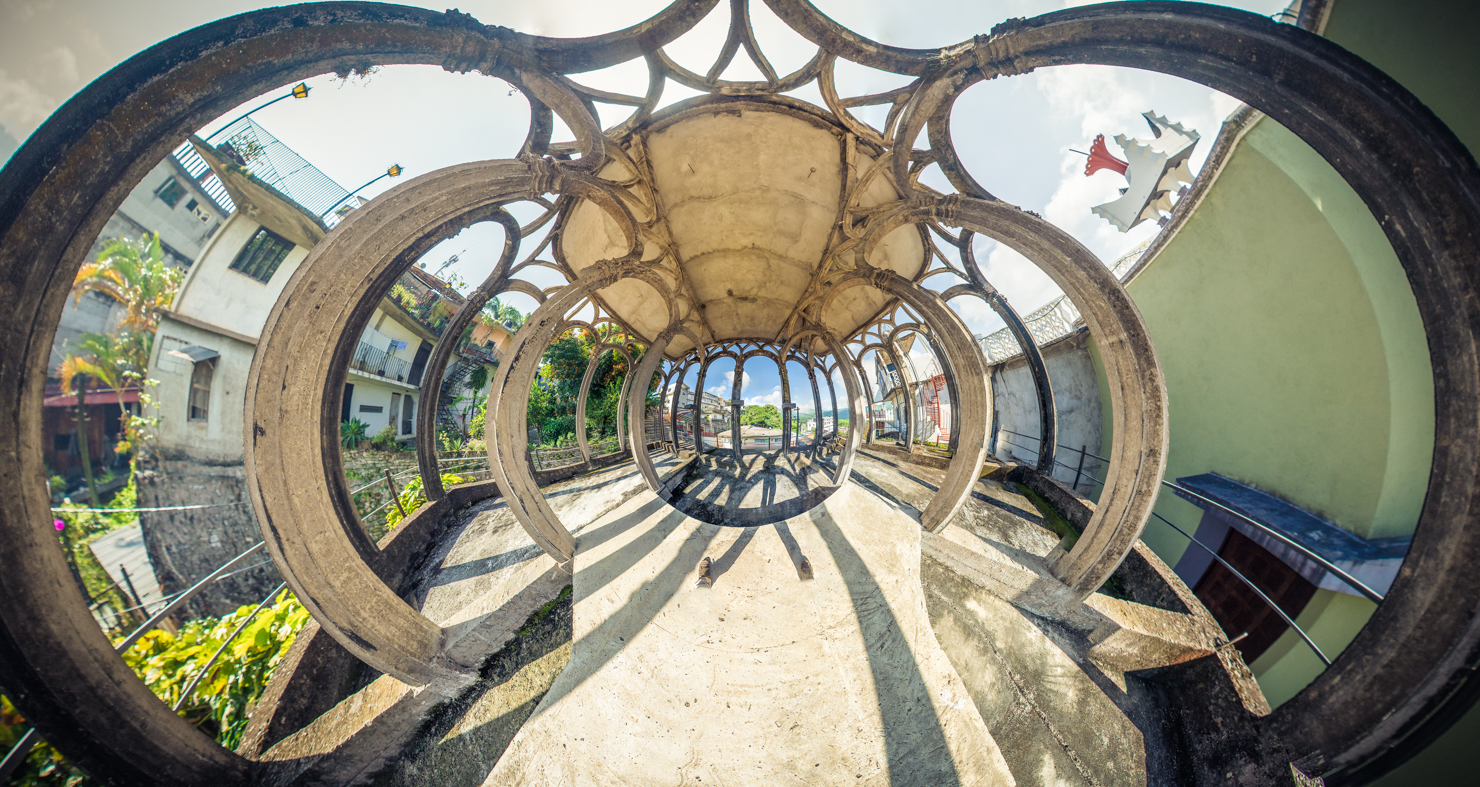

En el verano de 2007, la Fundación Pedro y Elena Hernández, la empresa Cemex, y el gobierno de San Luis Potosí, pagaron cerca de $2.2 millones para comprar Las Pozas a la familia Gastélum y crearon el Fondo Xilitla, la Fundación Pedro y Elena Hernández se encargará de supervisar la conservación y restauración del sitio.
Hay planes no solo para restaurar el jardín a su antigua grandeza, sino para ponerlo en el mapa del arte mundial. En noviembre de 2007, quienes están detrás de la reactivación se reunieron en el jardín para discutir los planes para la restauración, y para celebrar el centenario del nacimiento de Edward James.
El 23 de noviembre de 2012, el conjunto escultórico de Las Pozas fue declarado patrimonio artístico de la nación (INBA) por revestir valores estéticos relevantes. El conjunto escultórico guía su manejo bajo la reglamentación de  la Ley Federal sobre Monumentos y Zonas Arqueológicas, Artísticas e Históricas. La reglamentación apoya a lograr un reconocimiento global y acceder a programas mundiales de protección a monumentos relevantes ayudado a preservar este patrimonio artístico de la nación.

## Arquitectura
Entre las principales construcciones están La escalera al cielo, La estructura de tres pisos que pueden ser cinco y La recámara con techo en forma de ballena, así como la Casa Don Eduardo, la Casa de los Peristilos y La estructura llamada El Cine, en donde James planeaba películas a los trabajadores y a sus familias del estilo de Flash Gordon en los años 70s y 80s.

## Filmografía
- Edward James, builder of dreams, documental de Avery Danziger (1996).
- En 2008 NiNo y los australianos de Empire of the Sun grabaron el video de su sencillo «We Are the People»
- En 2011 la cantante estadounidense Nicole Scherzinger grabó en este lugar el video de su sencillo «Try with me»
- En 2012 este lugar se utilizó para la grabación del video musical Wonderland grupo pop mexicano Eme 15.
- En 2014 la cantante mexicana Yuri grabó el videoclip de su sencillo “Invencible”